# Campionato italiano femminile di hockey su ghiaccio 2008-2009
Il Campionato italiano femminile di hockey su ghiaccio 2008-09 ha visto, per il secondo anno consecutivo, solo tre compagini iscritte: HC Agordo, EV Bozen 84 Eagles e All Stars Piemonte.
La disputa del campionato è stata a lungo in bilico: le Eagles Bolzano, vicecampioni in carica, furono sciolte nell'estate del 2008, e soltanto il confluire delle giocatrici biancorosse nella neonata sezione femminile dell'EV Bozen garantì la disputa del campionato, che - per i regolamenti IIHF - deve prevedere almeno tre squadre.
Le campionesse in carica dell'Agordo sono arrivate al campionato dopo aver rinunciato a disputare la Elite Women's Hockey League, e dopo aver organizzato un girone preliminare della Coppa Campioni, venendo tuttavia eliminata.
Le All Stars hanno invece disputato, oltre a quello italiano, il massimo campionato francese di hockey su ghiaccio, senza però potere - per regolamento - aggiudicarsi il titolo; in Francia hanno infine chiuso la stagione al secondo posto.

## Regular Season
|                    |                  |                  |                   |                  |                         |                  |                  |                  |                  |
| Teams              | Agordo           | Agordo           | Agordo            | EV Bozen         | EV Bozen                | EV Bozen         | Piemonte         | Piemonte         | Piemonte         |
| HC Agordo          |                  |                  |                   | 6:3 (11/01/2009) | 5:0 a tav. (01/03/2009) | 5:3 (15/03/2009) | 4:4 (03/01/2009) | 3:2 (04/01/2009) | 5:0 (08/03/2009) |
| EV Bozen 84        | 5:6 (15/02/2009) | 5:4 (13/03/2009) | 4:2 (04/04/2009)  |                  |                         |                  | 0:0 (24/01/2009) | 9:2 (25/01/2009) | 1:4 (07/03/2009) |
| All Stars Piemonte | 3:4 (13/12/2008) | 3:3 (14/12/2008) | 11:7 (22/03/2009) | 5:2 (27/12/2008) | 4:5 (28/12/2008)        | 2:2 (21/03/2009) |                  |                  |                  |

### Classifica
L'HC Agordo si è aggiudicato il suo decimo scudetto, con quattro giornate di anticipo, aggiudicandosi così il diritto di indossare la prima stella dall'hockey femminile.